# Roxana Brusso
Roxana Brusso est une actrice péruvienne née à Lima.

## Filmographie

### Télévision
- 1997 : Melrose Place : Melanie (1 épisode)
- 1997 : Beverly Hills, 90210 : Alana (1 épisode)
- 1998 : L.A. Doctors : infirmière (1 épisode)
- 1999 : 2267, ultime croisade : membre de l'équipe (1 épisode)
- 2000 : Diagnostic : Meurtre : Alma (1 épisode)
- 2000 : Le poids du secret de Katt Shea : Kerri Gold
- 2000 : Growing Up Brady de Richard Colla : Pam
- 2000 : Shasta : la réceptionniste (1 épisode)
- 2000 : Elian, une affaire d'état de Christopher Leitch : Arianne
- 2000 : City of Angel : Julie Sanders (1 épisode)
- 2000 : Sarah : investisseuse potentielle (1 épisode)
- 2001 : Preuve à l'appui : officier Nancy (1 épisode)
- 2002 : Ressurection Blvd. : Myrna (1 épisode)
- 2003 : Division d'élite : Patty Clark (1 épisode)
- 2004 : FBI : Portés disparus : infirmière (1 épisode)
- 2004 : LAX : la mère (1 épisode)
- 2004 : New York Police Blues : Officier Nina Turley (1 épisode)
- 2004 : Urgences : Mari Hinojosa (1 épisode)
- 2006 : Desperate Housewives : infirmière de la maternité (1 épisode)
- 2006 : Huff : Mrs. Esposito (1 épisode)
- 2006 : Dr Vegas : le reporter (1 épisode)
- 2006 : Faceless de Joe Carnahan : Tita
- 2007 : NCIS : Enquêtes spéciales : Noemi Cruz (1 épisode)
- 2007 : Cold Case : Abby Santos (1 épisode)
- 2007 : Bones : Erica Davis (1 épisode)
- 2008 : Jericho : docteur (1 épisode)
- 2008 : Esprits criminels : Lidia (1 épisode)
- 2008 : Dirty Sexy Money : Maria (5 épisodes)
- 2009-2013 : Southland : détective Alicia Fernandez (13 épisodes)
- 2010 : Les Sorciers de Waverly Place : Julie Cucuy (1 épisode)
- 2011 : Los Angeles, police judiciaire : Ava Ruiz (1 épisode)
- 2012 : Touch : Sheri Strepling (9 épisodes)
- 2013 : Mentalist : Elena (1 épisode)
- 2013 : Betrayal : Serena Sanguillen (4 épisodes)
- 2014 : Legends : Joan D'Annunzio (3 épisodes)
- 2015 : The Fosters : détective Hernandez (3 épisodes)
- 2015 : Shameless : Rita Gaither (1 épisode)
- 2015 : Rectify : Lourdes Williams (2 épisodes)
- 2015 : American Horror Story : Dr. Kohan (1 épisode)
- 2017 : Ray Donovan : détective Veronica Martinez (1 épisode)
- 2018 : Code Black : Nora Morales (1 épisode)
- 2018 : Blue Bloods : Blanca Escobar (1 épisode)
- 2019 : NCIS : Los Angeles : Valerie Torres (1 épisode)
- 2020 : The Strangers : Capitaine Vasquez

### Cinéma
- 2003 : En sursis d'Andrzej Bartkowiak : la nounou de Vanessa